# Garry McCoy

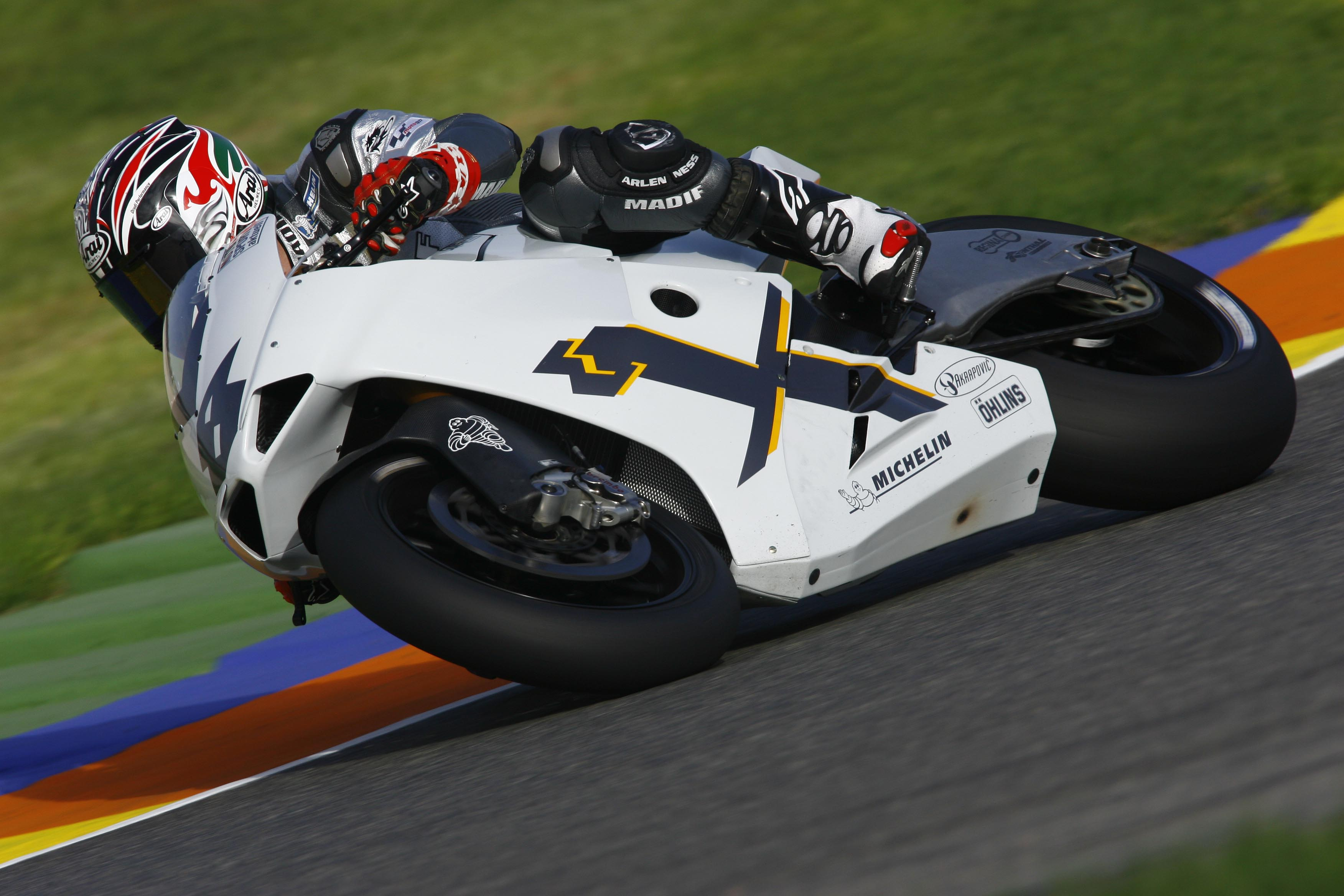
Garry McCoy op de Ilmor X3

Garry McCoy (Sydney, 18 april 1972) is een Australische professionele motorcoureur. Hij heeft zowel overwinningen in de 125cc en 500cc-klasse behaald als in het WK Superbike.
In 1992 nam McCoy voor het eerst deel aan het WK 125cc. De daaropvolgende jaren miste hij enkele races wegens blessures. In 1995 won hij de GP van Maleisië, in 1996 won hij in Australië.
In 1998 tekende McCoy voor het 500cc Shell Advance Honda-team. Hij reed in 6 van de 9 Grote Prijzen in de punten vooraleer hij door een gebroken enkel een streep door zijn seizoen moest trekken. Voor het seizoen 1999 zat hij zonder team maar na enkele races vond hij een plek bij het WCM-team. In Valencia finishte hij als derde.
2000 werd het jaar van de doorbraak voor McCoy. Hij won de eerste GP van het seizoen in Welkom, Zuid-Afrika. Verder won hij nog in Valencia en Estoril, Portugal. Het resultaat was een 5de plaats in het kampioenschap. 
Door een gebroken pols in Le Mans werd het seizoen 2001 er eentje om snel te vergeten. 2002 werd al evenmin een succes, McCoy reed dan voor het fabrieksteam van Kawasaki. De motor was een teleurstelling, McCoy scoorde slechts in drie races punten.
Voor 2004 verhuisde McCoy naar het NCR-Ducatiteam in het WK Superbike. Hij won in Phillip Island en eindigde als 6de in het kampioenschap. Nadien vertrok hij naar het Foggy Petronas-team van Superbike legende Carl Fogarty. Dit werd geen succes en McCoy kreeg voor 2006 geen motor.
In 2007 ging hij aan de slag als testrijder voor het gloednieuwe MotoGP-project van Ilmor. Niettemin moest McCoy opnieuw een tegenslag verwerken: Ilmor verkoos om Andrew Pitt en Jeremy McWilliams als rijders te contracteren.
Triumph bood McCoy een zitje aan voor het WK Supersport in 2008.
In 2010 gaat McCoy in de MotoGP rijden voor het FB Corse Team. 